# Rainbow (album Johnnyja Casha)
Rainbow je album Johnnyja Casha, objavljen 1985. u izdanju Columbia Recordsa. "I'm Leaving Now", koja se pojavila petnaest godina kasnije na Cashovu albumu American III: Solitary Man, objavljena je kao neuspješan singl, ali je zaštitni znak albuma obrada "Here Comes That Rainbow Again" Krisa Kristoffersona, koja se pojavila i 1995. na Cashovoj suradnji s Kristoffersonom, Williejem Nelsonom i Waylonom Jenningsom - poznatima kao The Highwaymen - na albumu The Road Goes on Forever, iako je potonju otpjevao sam Kristofferson. Na albumu se nalazi i obrada "Have You Ever Seen the Rain?" Creedence Clearwater Revivala s njihova albuma Pendulum. Album uključuje i pjesmu "Love Me Like You Used To", koju je kasnije snimila country pjevačica Tanya Tucker u čijoj je izvedbi postala veliki hit. Nakon objavljivanja albuma i albuma s Waylonom Jenningsom 1986., Cash se preselio u Mercury Records jer je Columbia izgubila zanimanje za njegovu glazbu.

## Popis pjesama
1. "I'm Leaving Now" (Cash)
2. "Here Comes That Rainbow Again" (Kris Kristofferson)
3. "They're All the Same" (Willie Nelson)
4. "Easy Street" (Bobby Emmons, Chips Moman)
5. "Have You Ever Seen the Rain?" (John Fogerty)
6. "You Beat All I Ever Saw" (Cash) (prateći vokali: Waylon Jennings)
7. "Unwed Fathers" (Bobby Braddock, John Prine)
8. "Love Me Like You Used To" (Paul Davis, Emmons)
9. "Casey's Last Ride" (Kristofferson)
10. "Borderline" (Emmons, Moman)